# One Romantic Night
One Romantic Night (br Noite de Idílio) é um filme estadunidense de 1930, uma comédia romântica dirigida por Paul L. Stein.